# Matilde Escuder Vicente
Matilde Escuder Vicente (Villafranca del Cid, 12 de diciembre de 1913-Thil, 8 de mayo de 2006) fue una maestra libertaria española, conocida por su compromiso con la educación y el anarquismo en el siglo XX.

## Biografía
Nacida en Vilafranca, en el Alto Maestrazgo, y apodada cariñosamente como "Mati", provenía de una familia con fuertes lazos a la Unión General de Trabajadores (UGT). Su determinación y el apoyo de su familia le permitieron estudiar Magisterio en Castellón y Valencia, donde obtuvo su diploma el 24 de julio de 1934. Su carrera como maestra comenzó en Las Salinas de Ibiza, en las Islas Baleares, donde se encontró con los métodos educativos tradicionales de la época y se involucró con un grupo de jóvenes libertarios. Siguiendo la pedagogía de Francisco Ferrer Guardia, se trasladó a Barcelona y se unió a la Escuela racionalista dirigida por José Berruezo Silvente, con el respaldo del Ateneo de Cultura Social de San Adrián de Besós.
Durante esta etapa, Escuder se afilió al Sindicato de Profesiones Liberales de la Confederación Nacional del Trabajo (CNT) y también frecuentó la Escuela Racionalista de la calle Vallespir, conocida como la "Escuela de Eliseu Reclus", dirigida por los hermanos Carrasquer, cuyos métodos pedagógicos la inspiraron profundamente. Escuder se opuso a la reforma escolar del Consejo de la Escuela Nueva Unificada (CENU) y, tras el golpe de Estado de julio de 1936, se unió voluntariamente a la Columna Durruti, donde se encargó de la intendencia y trabajó con su compañero Enrique Ferrero, quien era el delegado de Cultura. Posteriormente, participó en el movimiento colectivista en Mirambel, en Teruel. Sin embargo, a raíz de la ofensiva estalinista de 1937 contra las colectividades, tuvo que huir a Játiva con su hija Etna, que apenas tenía 15 días, perdiendo todo contacto con su compañero, que fue capturado y fusilado por las fuerzas fascistas en la prisión de Torrent, en Valencia.
Tras estos acontecimientos, se convirtió en profesora en la Academia de las Juventudes Libertarias de Ontinyent. Al finalizar la Guerra Civil, fue encarcelada en Valencia, pero en 1944 fue liberada. Se trasladó a Barcelona con su hija Etna, su hermana Gúdula y su sobrino. Durante esos años, trabajó en la confección y, en un pleno clandestino de la CNT-FAI en la Casa Cambó, conoció al pedagogo y militante libertario Félix Carrasquer, que se convirtió en su compañero. Ambos se involucraron activamente en la CNT clandestina y, en 1947, fueron detenidos y encarcelados durante varios meses. Luego, con una pequeña mesa de composición, la pareja editó panfletos y un boletín del Sindicato del Metal de la CNT.
Cuando Carrasquer fue enviado a Madrid para participar en el nuevo Comité Nacional de la CNT junto al militante anarquista Manuel Villar Mingo, Escuder fue nuevamente detenida después de la caída del Comité Nacional y condenada a seis años de prisión, que cumplió en la Cárcel de mujeres de Ventas. Su compañero también fue condenado a una pena de 12 años. En 1960, cuando Carrasquer fue liberado, la pareja se exilió a Francia y se instaló en Thilo, cerca de Toulouse, donde fundaron un centro de formación inspirado en la Escuela de Militantes creada por Carrasquer durante la Guerra Civil en Monzón, Aragón.
En 1971, después de dejar la granja a su hija Etna y su compañero Toni, la pareja regresó a Barcelona, donde compraron una casa en el Tibidabo, que se convirtió en un centro de reunión y formación para la nueva generación de libertarios catalanes.
Escuder falleció el 8 de mayo de 2006 en Thilo, Languedoc, Región de Occitania.

## Reconocimientos
El Ayuntamiento de San Adrián de Besós puso el nombre de Matilde Escuder a una calle de la ciudad, en reconocimiento a su compromiso con la educación y el anarquismo en España. También hay una plaza dedicada a ella en Castellón de la Plana. Además, en 2018, más de una década después de su fallecimiento, el consistorio de Villafranca del Cid, su ciudad de nacimiento, decidió poner el nombre de Matilde Escuder Vicente a la biblioteca municipal pública como homenaje a su figura en relación con la cultura.
En 2018, el doctor en Pedagogía, Manuel Martí Puig, publicó la biografía de Escuder en el libro titulado Matilde Escuder. Maestra libertaria y racionalista. Una historia de vida, editador por la Universidad Jaime I y el Ayuntamiento de Villafranca del Cid, con prólogo de la profesora y escritora Carmen Agulló Diaz. Ese mismo año, se celebraron las jornadas sobre memoria democrática “Víctimes per la violència i repressió als Ports durant la Segona República i la Guerra Civil (1931-1941)”, organizadas por el Ayuntamiento de Portell, en Castellón. Y la ponencia de cierre, impartida por el mismo Martí, se dedicó a la figura de Escuder.